# Хорватсько-німецькі відносини

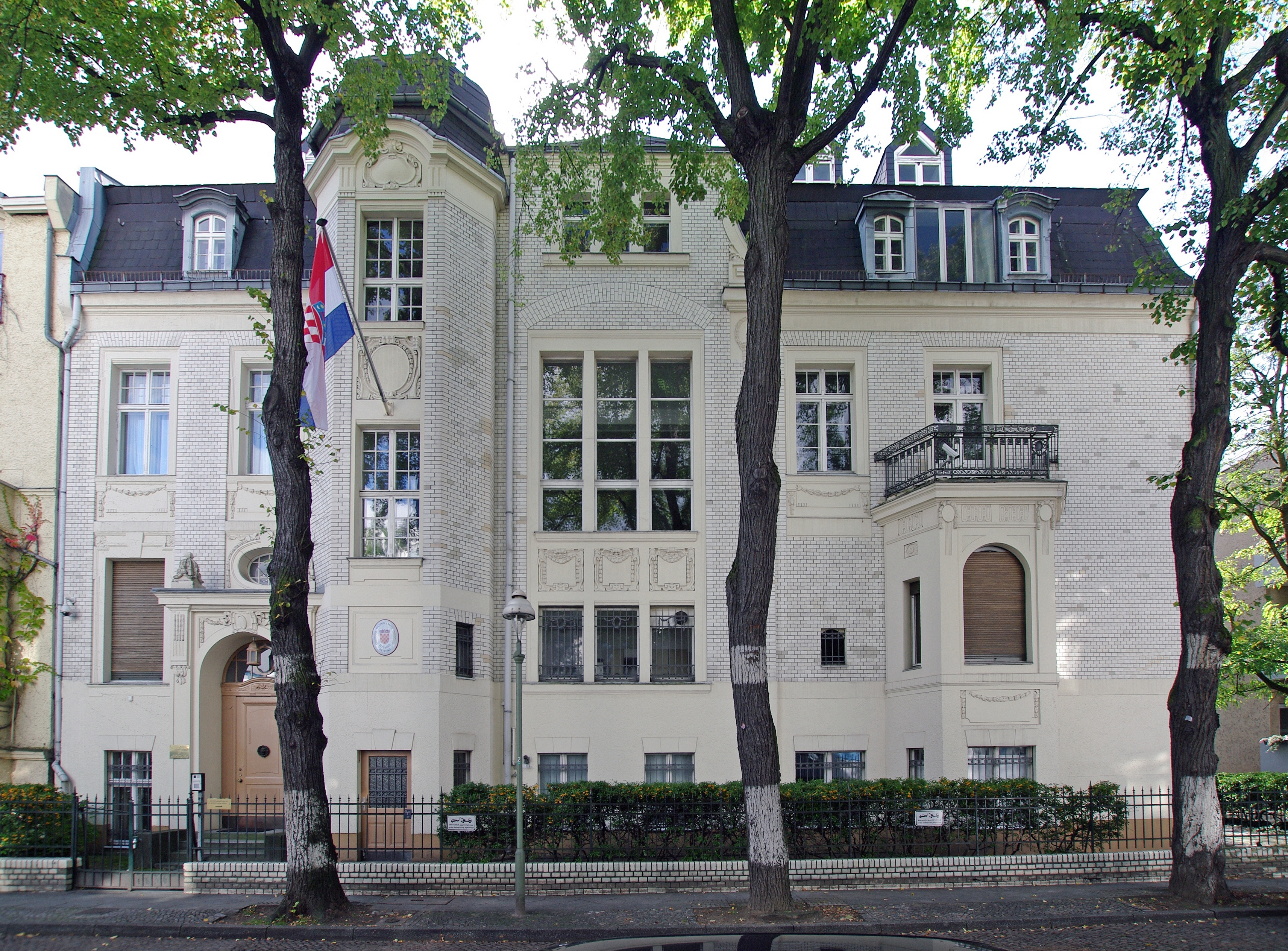
Будівля Посольства Хорватії в Німеччині

Хорватсько-німецькі відносини (хорв. Hrvatsko-njemački odnosi, нім. Deutsch-kroatische Beziehungen) — історичні і поточні двосторонні відносини між Хорватією та Німеччиною.
Країни встановили дипломатичні відносини 15 січня 1992 року. Хорватія має посольство у Берліні та п'ять генеральних консульств у Дюссельдорфі, Франкфурті, Гамбурзі, Мюнхені та Штутгарті. Німеччина ж має посольство у Загребі та почесне консульство у Спліті.
Станом на 2011 рік, у Німеччині проживало 360—400 тис. осіб хорватського походження. Згідно з хорватським переписом населення 2011 року, в Хорватії налічується 2 902 німці. Першим хорватом, обраним у Бундестаг, є Йосип Юратович від СПД (з 2004 року).
На хорватів, як і на інші південнослов'янські народи, століттями значною мірою впливала німецька мова та культура. У новітній час відносини між двома країнами склалися в роки Другої світової війни, коли нацистська Німеччина та фашистська Італія створили маріонеткову державу під назвою Незалежна Держава Хорватія (НДХ). Німеччина підтримувала переслідування та вбивства у таборах смерті євреїв і циган. Також німецька окупаційна армія, зазнаючи постійних нападів сербських партизанів, у відповідь захоплювала заручників і розстрілювала їх.. Протягом «холодної війни» комуністична Югославія, де Хорватія була союзною республікою, мала добрі відносини як із Західною, так і зі Східною Німеччиною. Сотні тисяч хорватів емігрували в Західну Німеччину як заробітчани, а німецькі туристи залюбки почали масово освоювати хорватське адріатичне узбережжя.
На початку ХХІ ст. Німеччина налагодила широку співпрацю з Хорватією. Коли та проголосила незалежність 25 червня 1991 року, багато німецьких політиків та інших лідерів заявили про підтримку та закликали до тісніших зв'язків, тоді ж канцлер Німеччини Гельмут Коль і міністр закордонних справ Ганс-Дітріх Геншер були одними з найсильніших поборників міжнародного визнання новоствореної незалежної Хорватії.

## Історія

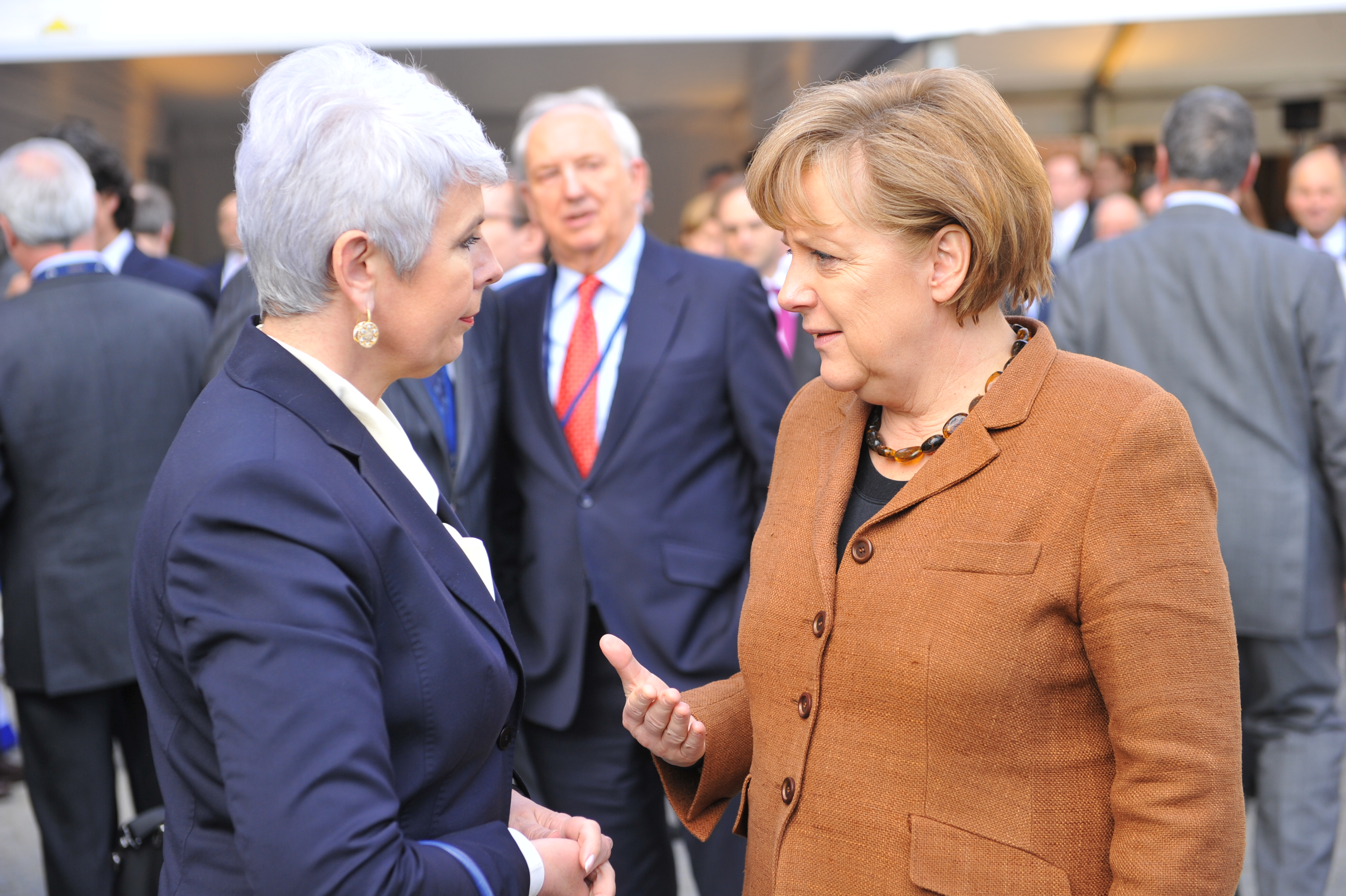
Прем'єр-міністр Хорватії Ядранка Косор і канцлер Німеччини Ангела Меркель 2011 року

Один із перших контактів між хорватами та германцями (Франкське королівство) згадував Готшальк із Орбе (англ. Gottschalk of Orbais) в описі короля Хорватії Терпимира у IX столітті. У той час відбувалися військові дії між франками та хорватами. Наприклад, у 838 році баварський герцог і пізніший король Людовик відрядив військо проти хорватського князя Ратимира, який успішно протистояв нападу. У ближчі часи хорвати пов'язалися з німецькомовними країнами через хорватський союз з Австрією (1527—1918).
У XVII і XVIII століттях проводилося планомірне заселення хорватських земель німецькомовними дунайськими швабами, оскільки деякі з цих хорватських частин Австрійської імперії втратили чимало населення через Османсько-габсбурзькі війни. Більшість цих іммігрантів оселилася в хорватських селах у східній Славонії, особливо в Осієку та в Західному Сремі.
У Першій світовій війні хорвати здебільшого воювали на боці Центральних держав поряд із Німецькою імперією, Османською імперією та Болгарським царством. Із розпадом «клаптикової імперії» в 1918 році хорвати, як і хорватські німці, спершу вступили в Державу словенців, хорватів і сербів, а в 1919 році — в Королівство сербів, хорватів і словенців. Німці намагалися організувати німецьку партію (нім. Partei der Deutschen), щоб мати змогу бути безпосередньо представленими в Національних Зборах (парламенті) Югославії, але влада це заборонила.
Після вторгнення нацистської армії в Югославію і її окупації німці допомогли на частині її території створити фашистську Незалежну Державу Хорватію (НДХ). Багато німецьких вояків із вермахту було розквартировано по всій території НДХ. Протягом 1942 і 1943 рр. з Німеччини прибуло ще більше солдатів у зв'язку зі збільшенням кількості нападів на нацистів з боку югославських партизанів під проводом Йосипа Броз Тіто.
Наприкінці війни чимало дунайських німців відступили разом із німецькою армією. Тих, які залишилися, югославська влада, що перемогла у війні, піддала репресіям. Такі самі переслідування німців здійснювали союзники по всій Європі. Ці репресивні заходи породило твердження, що всі без винятку німці співробітничали з німецько-нацистськими окупантами, що було неправдою.
1955 року Соціалістична Федеративна Республіка Югославія та Західна Німеччина розірвали дипломатичні відносини. Підставою послужило те, що Югославія прийняла доктрину Галштейна, якою визнала Східну Німеччину. У 1968 році дипломатичні відносини було налагоджено. Того ж року Західна Німеччина та Югославія підписали угоду про робочу силу, чим було дозволено великій кількості хорватів виїхати на роботу в Німеччину на заробітки. Також велика кількість німецьких туристів вирушила на відпочинок на хорватське узбережжя. Ця традиція зберігається і донині.
Німеччина в 1991 році під час хорватської війни за незалежність відіграла важливу роль у боротьбі за визнання новоствореної Республіки Хорватія, щоб тим самим припинити постійне насильство в сербських районах. 4 вересня 1991 року Гельмут Коль виступив у Бундестазі з проханням негайно визнати Хорватію. Німеччину критикували, переважно Велика Британія, Франція та Нідерланди, що швидке визнання нею Хорватії утруднить пошук мирного врегулювання. Цим зауваженням протистояв німецький міністр закордонних справ Ганс-Дітріх Геншер, який стверджував, що визнання було узгоджено з партнерами з ЄЕС. Незалежно від зауважень цих трьох країн, всі вони погодились обрати єдиний підхід і уникати односторонніх дій. 10 жовтня 1991 року, через два дні після того, як хорватський парламент підтвердив свою декларацію про незалежність, ЄЕС вирішило відкласти на два місяці будь-яке рішення визнати Хорватію. Міністр закордонних справ Німеччини Ганс-Дітріх Геншер пізніше писав, що ЄЕС вирішило визнати хорватську незалежність через два місяці, якби війна до того часу не припинилася. З огляду на тривання війни після закінчення цього строку Німеччина представила своє рішення визнати Хорватію, що було б її «політикою та обов'язком» (policy and duty). Німецьку позицію повністю підтримали Італія і Данія, тоді як Франція та Велика Британія намагалися завадити німецькому визнанню шляхом вироблення проекту резолюції ООН, що не дозволяла б жодній країні вживати односторонніх дій, які б могли погіршити ситуацію в Югославії. Кінець кінцем, 14 грудня під час дебатів із цього питання в Раді Безпеки, коли виявилося, що Німеччина налаштована ігнорувати цю резолюцію ООН, Франція і Велика Британія відступилися. 17 грудня 1991 року ЄЕС офіційно погодилося надати дипломатичне визнання Хорватії 15 січня 1992 року на підставі її прохання та позитивного висновку Арбітражної комісії мирної конференції щодо Югославії. 19 грудня 1991 року Хорватію визнали Ісландія і Німеччина. Вони були першими західноєвропейськими країнами, які це зробили. Крім того, Німеччина надсилала Хорватії під час війни досить великі обсяги гуманітарної допомоги, а також прийняла велику кількість хорватських біженців.
Німеччина була однією з найрішучіших прибічниць вступу Хорватії в НАТО (2009 рік) та Європейський Союз (2013 рік).